# 릴라 케드로바
릴라 케드로바(Lila Kedrova, 1918년 10월 9일 ~ 2000년 2월 16일)는 러시아 출생의 프랑스의 배우이다.

## 출연 작품
- 깐느의 연인 (1991)
- 젊은 연인들 (1988)
- 용사의 검 (1984)
- 블러드 타이드 (1982)
- 텔 미 어 리들 (1980)
- 여인의 빛 (1979)
- 바람둥이 피아니스트 (1978)
- 스톱 콜링 미 베이비! (1977)
- 테넌트 (1976)
- 크렘린 레터 (1970)
- 페넬로피 (1966)
- 찢어진 커튼 (1966)
- 해적 선장과 소녀 (1965)
- 희랍인 조르바 (1964)
- 몽파르나스의 연인 (1958)
- 사랑의 거리 (1956)
- 보통 사람들 (1955)
- 노 웨이 백 (1953)